# Ovicula biradiata
Ovicula biradiata (лат.) — вид цветковых растений из семейства астровых порядка астроцветных. Выделяется в монотипный род Ovicula. Вид впервые был обнаружен в 2024 году, научное описание получил в 2025 году. Описавшие это растение исследователи дали ему прозвище «шерстистый дьявол» из-за его мохнатых листьев, лучевидных лепестков цветков, напоминающих рога дьявола, и близости мест его произрастания к местности, называемой «Логово Дьявола» (англ. Devil’s Den).

## Открытие
Растение было обнаружено в марте 2024 года ботаником национального парка Биг-Бенд Деброй Л. Мэнли совместно со смотрителем парка. Мэнли загрузила свои фотографии растения на общественную научную платформу iNaturalist. Группа учёных из Калифорнийской академии наук, Национального парка Биг-Бенд, Государственного университета Сул Росс в Техасе и CIISDER в Автономном университете Тласкалы в Дуранго провела исследование, в результате которого это растение было идентифицировано как новый вид и даже новый род. В последний раз новый вид растений обнаруживали в Национальных парках США в 1976 году, когда в Долине Смерти была обнаружена Dedeckera eurekensis.

## Классификация
В 2025 году американский ботаник Дебра Л. Мэнли описала это растение как новый для науки вид и род, дав ему научное название Ovicula biradiata. Название рода Ovicula происходит от латинского Ovis, что означает «овца», и уменьшительного окончания -cula. Это название, связанное с густым мохнатым покровом растения, было дано в честь обитающего в тех же местах пустынного подвида толсторогого барана (Ovis canadensis nelsoni): знакового, но находящегося под угрозой исчезновения животного, которое в настоящее время восстанавливается в этой части пустыни Чиуауа, давая надежду другим редким видам, таким как Ovicula biradiata.
Видовое название biradiata дано из-за того, что соцветие этого растения обычно состоит из двух небольших цветков, каждый из которых имеет по два (иногда по три) супротивно расположенных узких лучевидных лепестка. Новый вид Мэнли отнесла к подтрибе Tetraneurinae трибы Helenieae семейства астровых порядка астроцветных. Молекулярные данные, микроанатомия и число хромосом этого вида показывают, что он является сестринской линией по отношению к роду Psilostrophe, хотя внешне он больше похож на представителей рода Tetraneuris.

## Описание
Ovicula biradiata — небольшое однолетнее травянистое растение, высотой 1—3 см и шириной 1—7 см. Соцветия одиночные сидячие с цветоножками длиной 1 мм.

## Ареал и места обитания
Эндемик пустыни Чиуауа на юге Северной Америки в пределах национального парка Биг-Бенд, расположенного на юге США, на юго-западе штата Техас на границе с Мексикой. Ovicula biradiata известна из известняковых фронтонов восточной части национального парка Биг-Бенд, где были обнаружены только три небольшие её популяции. В пределах этих субпопуляций отдельные растения были многочисленны, но недолговечны, что указывает на эфемерный вегетационный цикл этого растения. Вид был обнаружен 2 марта 2024 года, когда растения были в полном цвету. В настоящее время неизвестно, как рано растения могут давать цветы, но в том же общем районе есть другие виды из нескольких семейств, которые могут цвести в начале февраля или даже раньше. К концу мая, после периода тёплой и сухой погоды, нежные однолетние растения прекратили вегетативный рост, и можно было найти только высохшие соцветия.
Ovicula biradiata произрастает в сухих каменистых местообитаниях. Общая площадь распространения трёх известных местонахождений нового вида, насколько известно, состоит из широкой поймы, образованной мелким песком и глинистыми отложениями и перемежающейся дренажем. Эта аллювиальная впадина окаймлена низкими, покрытыми гравием фронтонами, которые затем простираются в предгорья и более крутые склоны флангового известнякового горного хребта. Места находятся на расстоянии 625 м друг от друга и встречаются там, где неглубокий слой смешанного аллювиального гравия и камней залегает над коренной породой формации Бокильяс. Этот составной субстрат встречается на формациях Эрнст и Сан-Висенте, а наблюдаемые обнажения среды обитания состоят из тонкослоистого известняка, карбонатного сланца и алеврита, перекрытых четвертичным гравием, который представляет собой неоднородную смесь окружающих геологических субстратов. Один участок включает значительное присутствие железосодержащих пород. Известные места получают полное солнце в течение дня с очень небольшой тенью, обеспечиваемой редкой растительностью или плоским рельефом.
Ovicula biradiata произрастает в растительных ассоциациях с такими широко распространёнными видами, как Vachellia vernicosa, Larrea tridentata, Tiquilia greggii, Tiquilia hispidissima, Agave lechuguilla, Thymophylla acerosa, Plantago sp., Oenothera sp., Physaria sp., Nerisyrenia camporum, Krameria sp., Bouteloua sp., Aristida sp., Dasyochloa pulchella, Ariocarpus fissuratus, Echinocactus horizonthalonius, Opuntia sp. и Grusonia aggeria. В среде обитания Ovicula biradiata также присутствует криптобиотическая почва.

## Охрана
В настоящее время Ovicula biradiata известна только из небольшой области в редко посещаемой части национального парка Биг-Бенд. Тем не менее чрезвычайно узкий ареал и эфемерность вида предполагают, что он очень чувствителен к изменениям погодных условий. Недавно в этой части пустыни Чиуауа произошла сильная засуха, и, как прогнозируется, засушливость в этом регионе усилится из-за изменения климата. В соответствии с действующими руководящими принципами по оценке статуса охраны Международного союза охраны природы виду Ovicula biradiata предварительно присвоен охранный статус уязвимого вида, находящегося под высокой угрозой исчезновения. Для того чтобы определить, следует ли в соответствии с Федеральным законом об исчезающих видах вносить этот вид в список Службы охраны рыбных ресурсов и диких животных США, необходимо провести больше исследований репродуктивной биологии и структуры популяции Ovicula biradiata, а также потенциальных угроз для его среды обитания. В связи с чрезвычайной чувствительностью известных мест произрастания этого растения, для его более надёжной сохранности их точное место расположения не разглашается.